# Mando Aéreo de Canarias

Distintivo del Mando Aéreo de Canarias.

El Mando Aéreo de Canarias (MACAN) es la única rama territorial del Mando Aéreo General del Ejército del Aire y del Espacio de España. Esta es la principal representación del Ejército del Aire en Canarias
Tiene como misión el mantenimiento y preparación de las unidades aéreas ubicadas en el archipiélago de Canarias, así como la preparación de mandos.
Está integrado por un Cuartel General, bajo las órdenes de un jefe de Estado Mayor, del que dependen la Base Aérea de Gando (con el Ala 46, el Grupo de Alerta y Control y el 802 Escuadrón) y el Aeródromo Militar de Lanzarote, entre otras unidades e instalaciones. 

## Reseña histórica
El Mando Aéreo de Canarias nace como consecuencia del despliegue de fuerzas aéreas por parte del Ejército del Aire y del Espacio tras la Guerra Civil Española ante un hipotético ataque a las islas durante la Segunda Guerra Mundial. En 1940 se desplegaron en las islas 24 Fiat CR-32 y dos hidroaviones Dornier J "Wal" (ballena). Ese mismo año se creó la Zona Aérea de Canarias y África Occidental, uniéndose a las anteriores aeronaves cinco Junker JU-52 y elevándose a 29 el número de cazas Fiat CR-32.
Tras crearse en la década de 1950 el Servicio Aéreo de Rescate e incorporarse aparatos para tal fin, se creó el 802 Escuadrón de Salvamento. Durante la guerra de Ifni, la isla se convirtió en lugar desde donde se lanzaron ataques aéreos, para lo que fue equipada con bombarderos Heinkel He 111. Terminado el conflicto, en 1965 se encontraban en Canarias cuatro escuadrones: 361 Junkers 52, 362 Heinkel 111, 363 C-6 y 364 Messerschmitt Bf 109 fabricado en España por Hispano-Aviación como "HA-1112".
Al inicio de la década de 1970 las unidades desplegadas eran: 461 DC-3, 462 HA-200 Saeta y 463 C-6 (versión del T-6 Armada). En la década de 1980 y 1990, los aparatos fueron modernizados sucesivamente, incorporándose aviones F-5, Mirage F1 y T-12 Aviocar.

## Funciones y misiones
En tiempo de paz, corresponde el Mando Aéreo de Canarias:
1. La disponibilidad operativa de las unidades asignadas.
2. La formación, instrucción y adiestramiento de las fuerzas que de él dependan.
3. El planeamiento y/o ejecución de las misiones que se le asignen.
4. El mantenimiento de las instalaciones.
5. El desarrollo y cumplimiento de los planes orgánicos, de seguridad, logísticos y de infraestructura de las bases aéreas, aeródromos, acuartelamientos aéreos y unidades bajo su dependencia.
6. El desarrollo y cumplimiento de los planes operativos de acuerdo con las instrucciones del jefe de Estado Mayor del Ejército del Aire y del Espacio.
7. Coordinarse y colaborar con el Mando Aéreo Central.
8. Mantener la máxima eficacia de las unidades de combate.
9. El apoyo al resto de unidades desplegadas en territorio bajo su mando.

## Estado y antigüedad de las aeronaves
El grupo consta de una veintena de cazas McDonnell Douglas EF-18 Hornet originalmente fabricados para la US Navy. Dada las características de uso previo de las aeronaves, son las más antiguas de tipo caza operativas actualmente por el Ejército del Aire. El MACAN recibirá próximamente un lote de 20 Eurofighter Typhoon (integrado en el programa Halcón 20) para sustituir a la antigua flota de EF-18s